# US Hostert
US Hostert – luksemburski klub piłkarski z siedzibą w mieście Hostert w centralnej części Luksemburga.

## Historia
Klub został założony w 1946 roku jako US Hostert. W 2007 awansował do Éierepromotioun, a w sezonie 2010/11 zajął trzecie miejsce i wywalczył awans do Nationaldivisioun.

## Sukcesy
- Mistrzostwo Luksemburga:
  - VIII miejsce (1×): 2017/18
- Puchar Luksemburga:
  - Finał (1×): 2017/18
- Éierepromotioun:
  - II miejsce (1×): 2013/14
  - III miejsce (2×): 2010/11, 2016/17

## Stadion
Stade Jos Becker może pomieścić 1,500 widzów.

## Obecny skład
Stan na 11 sierpnia 2020
| Nr | Poz. | Piłkarz           |
| -- | ---- | ----------------- |
| 8  | PO   | Jun Cai Wang      |
| 9  | NA   | Théo Sully        |
| 12 | BR   | Valentin Roulez   |
| 13 | NA   | Khaled Ayari      |
| 14 | PO   | Adriano Ferraz    |
| 17 | OB   | Alexandre Sacras  |
| 19 | PO   | Rasheed Eichhorn  |
| 22 | OB   | Amar Duracak      |
| 24 | OB   | Demir Koljenovic  |
| 25 | PO   | Bigen Yala Lusala |
| 27 | OB   | Cedric Steinmetz  |
| 30 | OB   | Léon Schmit       |
| 42 | PO   | Tarek Nouidra     |
| ?  | OB   | Papa Aye Dione    |

| Nr | Poz. | Piłkarz                 |
| -- | ---- | ----------------------- |
| ?  | BR   | Michał Augustyn         |
| ?  | PO   | Max Mangen              |
| ?  | PO   | Kevin Hoffmann          |
| ?  | PO   | Jordan Steiner          |
| ?  | PO   | William Rodrigues       |
| ?  | OB   | Beno Adrovic            |
| ?  | OB   | Quentin Zilli           |
| ?  | PO   | Jean-Désiré Tibor       |
| ?  | OB   | Kevin Ewomba            |
| ?  | BR   | Lucas Rodrigues Antunes |
| ?  | BR   | Alexandre Schiltz       |
| ?  | NA   | Mathis Weydert          |
| ?  | PO   | Hugo Freitas Oliveira   |

### Sztab szkoleniowy
| Imię i nazwisko   | Funkcja           |
| ----------------- | ----------------- |
| Henri Bossi       | Trener            |
| Mauro Pupita      | Asystent trenera  |
| Mouloud Beltitane | Trener bramkarzy  |
| Claude Mangen     | Dyrektor sportowy |

## Trenerzy
| Imię i nazwisko | Okres urzędowania | Okres urzędowania |
| --------------- | ----------------- | ----------------- |
| Aly Thill       | 1 lipca 1989      | 30 czerwca 1990   |
| Jean Fiedler    | 1 lipca 2004      | 30 czerwca 2009   |
| Gordon Braun    | 1 lipca 2009      | 17 marca 2010     |
| Luc Muller      | 17 marca 2010     | 30 czerwca 2011   |
| Carlos Teixeira | 1 lipca 2011      | 30 czerwca 2013   |
| Manuel Peixoto  | 1 lipca 2013      | 20 kwietnia 2015  |
| Rudy Marchal    | 1 lipca 2015      | 21 marca 2016     |
| Henri Bossi     | 23 marca 2016     | 30 czerwca 2019   |
| René Peters     | 1 lipca 2019      | 8 marca 2020      |
| Henri Bossi     | 10 marca 2020     | trwa              |